# San Juan de San Ramón
San Juan es un distrito del cantón de San Ramón, en la provincia de Alajuela, de Costa Rica.

## Geografía
San Juan cuenta con un área de 5,12 km² y una altitud media de 1085 m s. n. m.

## Demografía
Para el año 2022, San Juan cuenta con una población estimada de 14 956 habitantes, y para el último censo efectuado, en 2011, San Juan contaba con una población de 11 695 habitantes.

## Localidades
- Barrios: Americana, Bajo Tajos, Belén, Cipreses, Lirios, Llamarón, Pueblo Nuevo, Tanque, Tejar, Vicente Badilla.
- Poblados: Juntas (parte).

## Transporte

### Carreteras
Al distrito lo atraviesan las siguientes rutas nacionales de carretera:
- Ruta nacional 703
- Ruta nacional 704